# Gyula Szabó
Gyula Szabó (Kunszentmárton, condado de Jász-Nagykun-Szolnok; 15 de julio de 1930-Budapest, 4 de abril de 2014) fue un actor húngaro.
Ganó dos premios Mari Jászai, y apareció en cuarenta películas entre 1953 y 2002. Es más conocido por aparecer en películas como Ifjú szívvel (1953), Kiskrajcár (1953), Hintónjáró szerelem (1955), Egy pikoló világos (1955), Kölyök (1959), Két emelet boldogság (1960), A tizedes meg a többiek (1965), Hahó, Öcsi! (1971), Defekt (1977), y A Hídember (2002).
Murió el 4 de abril de 2014 a la edad de 83 años.